# إف. بورتون جونز
إف. بورتون جونز (بالإنجليزية: F. Burton Jones)‏ هو طوبولوجي ورياضياتي أمريكي، ولد في 22 نوفمبر 1910، وتوفي في 15 أبريل 1999.